# 미켈레 파치엔차
미켈레 파치엔차(이탈리아어: Michele Pazienza, 1982년 8월 5일, 산 세베로 ~ )는 이탈리아의 전 축구 선수다.